# 第六届全国人民代表大会各专门委员会
第六届全国人民代表大会各专门委员会是中华人民共和国第六届全国人民代表大会设立的专门委员会，任期由1983年6月至1988年3月。
1982年12月4日第五届全国人民代表大会第五次会议通过，全国人民代表大会公告公布施行的《中华人民共和国宪法》第七十条规定：“全国人民代表大会设立民族委员会、法律委员会、财政经济委员会、教育科学文化卫生委员会、外事委员会、华侨委员会和其他需要设立的专门委员会。在全国人民代表大会闭会期间，各专门委员会受全国人民代表大会常务委员会的领导。”第六届全国人民代表大会设立6个专门委员会：民族委员会、法律委员会、财政经济委员会、教育科学文化卫生委员会、外事委员会、华侨委员会。
1983年6月7日第六届全国人民代表大会第一次会议通过各专门委员会组成人员名单。
1983年12月8日第六届全国人民代表大会常务委员会第三次会议补充任命民族委员会委员。
1985年3月21日第六届全国人民代表大会常务委员会第十次会议补充任命教育科学文化卫生委员会委员。
1986年1月20日第六届全国人民代表大会常务委员会第十四次会议补充任命教育科学文化卫生委员会副主任委员。
1986年4月12日第六届全国人民代表大会第四次会议任免部分专门委员会副主任委员、委员。
1986年6月25日第六届全国人民代表大会常务委员会第十六次会议免去楚图南的外事委员会副主任委员职务。
1987年6月23日第六届全国人民代表大会常务委员会第二十一次会议补充任命民族委员会委员。

## 民族委员会
1983年6月7日通过：
- 主任委员：阿沛·阿旺晋美（藏族）
- 副主任委员：王国权、爱新觉罗·溥杰（满族）、李贵、平错汪阶（藏族）、吴向必（苗族）、巴岱（蒙古族）
- 委员（按姓名笔划排列）：马木托夫·库尔班（维吾尔族）、王甫、扎喜旺徐（藏族）、白寿彝（回族）、关山复（满族）、许涤新、迪牙尔·库马什（哈萨克族）

1983年12月8日补充任命：
- 委员：金岁（女，蒙古族）、黎惠琼（女，壮族）

1986年4月12日补充任命：
- 副主任委员：郁文
- 委员：田富达（高山族）、李桂英（女，彝族）、张子斋（白族）、张杰（回族）、赵鹏飞（满族）、曹龙浩（朝鲜族）

免去：
- 副主任委员：王国权
- 委员：许涤新

1987年6月23日补充任命：
- 委员：黑伯理[2]

## 法律委员会
1983年6月7日通过：
- 主任委员：彭冲
- 副主任委员：张友渔、沈鸿、雷洁琼、钱端升、项淳一
- 委员（按姓名笔划排列）：石山、邢亦民、刘卓甫、严佑民、罗琼（女）、费彝民、顾大椿

1986年4月12日补充任命：
- 副主任委员：宋汝棼
- 委员：邓家泰、刘有光、刘瑞龙、李一清、谷景生、廖承志、周子健、郑伯克、段苏权、黄玉昆、彭清源[3]

## 财政经济委员会
1983年6月7日通过：
- 主任委员：王任重
- 副主任委员：吴波、叶林、韩哲一、古耕虞、刘念智
- 委员（按姓名笔划排列）：牛荫冠、杜润生、张珍、侯学煜、钱敏、徐运北、梅行、薛暮桥

1986年4月12日补充任命：
- 副主任委员：王谦
- 委员：马万祺、史来贺、任新民、刘秉彦、孙敬文、宋劭文、张贤约、张秉贵、林一山、潘淼[4]

## 教育科学文化卫生委员会
1983年6月7日通过：
- 主任委员：周谷城
- 副主任委员：张承先、胡克实、胡绩伟、苏步青、吴世昌
- 委员（按姓名笔划排列）：王淦昌、吕骥、刘大年、刘东生、刘达、吴仲华、吴桓兴、胡德华（女）、曹禺、董建华、裘维蕃

1985年3月21日补充任命：
- 委员：王子野

1986年1月20日补充任命：
- 副主任委员：多杰才旦

1986年4月12日补充任命：
- 委员：孔从洲、许涤新、孙梅英（女）、武衡、林月琴（女）、林雨（女）、莫文骅、黄志刚[5]

## 外事委员会
1983年6月7日通过：
- 主任委员：耿飚
- 副主任委员：宦乡、符浩、曾涛、楚图南、吴茂荪
- 委员（按姓名笔划排列）：王炳南、区棠亮（女）、张致祥、郝德青

1986年4月12日补充任命：
- 副主任委员：程思远、王国权
- 委员：丁光训、刘伟、宋一平、欧阳毅、梅益、谢怀德

1986年6月25日免去：
- 副主任委员：楚图南[6]

## 华侨委员会
1983年6月7日通过：
- 主任委员：叶飞
- 副主任委员：何英、司徒慧敏、陈宗基
- 委员（按姓名笔划排列）：伍觉天、庄世平、李普、洪丝丝、徐大同

1986年4月12日补充任命：
- 副主任委员：高登榜
- 委员：杨立功、陈鹤桥、林丽韫（女）[7]